# Grans
Grans é uma comuna francesa na região administrativa da Provença-Alpes-Costa Azul, no departamento de Bouches-du-Rhône. Estende-se por uma área de 27,6 km². Em 2010 a comuna tinha 5 202 habitantes (densidade: 188,5 hab./km²).